# I-34
El I-34 (イ-34?) fue un submarino portaaviones del Tipo B1 de la Armada Imperial Japonesa que participó en la Segunda Guerra Mundial, resultando hundido mientras trataba de alcanzar Europa en una misión de intercambio con Alemania.

## Descripción
El I-34, con un desplazamiento de 2.600 t en superficie, tenía la capacidad de sumergirse hasta 100 m, desarrollando entonces una velocidad máxima de 8 nudos, con una autonomía de 96 millas náuticas a una velocidad reducida de 3 nudos. En superficie, su autonomía era de 14.000 millas náuticas a una velocidad de crucero de 16 nudos, desarrollando una velocidad máxima de 23,6 nudos. Trasportaba un hidroavión biplaza de reconocimiento Yokosuka E14Y conocido por los Aliados como Glen, almacenado en un hangar hidrodinámico en la base de la torre de la vela.

## Historial
El I-34 realizó misiones de patrulla, observación, suministro y finalmente evacuación en las islas Aleutianas durante 1942 y 1943. El 13 de octubre de 1943 deja su base de Kure en una misión Yanagi de intercambio tecnológico y estratégico con Alemania. Alcanza Singapur el 22 de octubre, y el 4 de noviembre embarca estaño, tungsteno, caucho y opio. El estaño es almacenado en la quilla del submarino como lastre, el tungsteno en barras en los espacios de la tripulación, el caucho entre la cubierta de madera y el casco de presión, y el opio en cajas se coloca en el hangar. 
Debido al sobrepeso, la estabilidad y maniobrabilidad del submarino se ven afectadas, por lo que se decide llevar a cabo pruebas para mejorarlas. Salvo un ingeniero que intenta solucionar el problema, el resto de los pasajeros que debían ser transportados a Europa toma un tren a Penang, siguiente escala en el viaje del I-34. En las proximidades de ese puerto se encontraba el HMS Taurus, un submarino británico que había sido alertado del viaje del I-34 gracias a que el código empleado por los japoneses en sus comunicaciones había sido roto por los Aliados.
Cuando el 13 de noviembre el Taurus localizó al I-34 le lanzó seis torpedos, uno de los cuales alcanzó al submarino japonés justo bajo la torre de la vela. El I-34 se hunde a 35 metros de profundidad con 84 miembros de su tripulación, aunque hubo 14 supervivientes, que quedaron atrapados en un compartimento pero lograron abrir una escotilla para acceder al exterior.